# Masao Azuma
Masao Azuma (東 雅雄, Azuma Masao) est un ancien pilote de Grand Prix moto sur circuit, né le 24 mars 1971 à Osaka au Japon. Il a piloté des 125 cm3 pour Honda en championnat de 1996 à 2003. Quatre années de suite il est resté au top 5 des pilotes dans le championnat 125 cm3.

## Les débuts
Azuma commença à faire des compétitions nationales sur des mini-motos au Japon. Il est champion du Japon sur 125 cm3 en 1993 et 1994. En 1996, il finit 6e au championnat du monde, ses premiers.

## 1997
Azuma fait la saison complète du championnat en 1997 pour la LB Racing Team. Il montre à cette occasion une bonne régularité de résultat et finit 15e au classement mondial des pilotes de 125 cm3. Sa meilleure performance fut une 4e position, sur le circuit de Suzuka, Japon.

## 1998
Azuma rejoint l'équipe de Leigeois Competition. Il obtient cinq podium et finit 5e pilote mondial en catégorie 125 cm3.

## 1999
Avec la même équipe qui a changé son nom en Liegeois Playlife Racing Team, Azuma gagne 5 des 8 premières courses de l'année, dont 2 avec pole position.
Un accident dû à un animal pénétrant sur le circuit que vient percuter Azuma signe le tournant de sa carrière. L'accident mineur ne l'empêche pas de finir la course à la 12e place. Les 6 courses suivantes, Azuma a des résultats moyens et irréguliers alors que ses concurrents Marco Melandri et Emilio Alzamora prennent des points au championnat. Azuma finit la saison à la 3e position.

## 2000

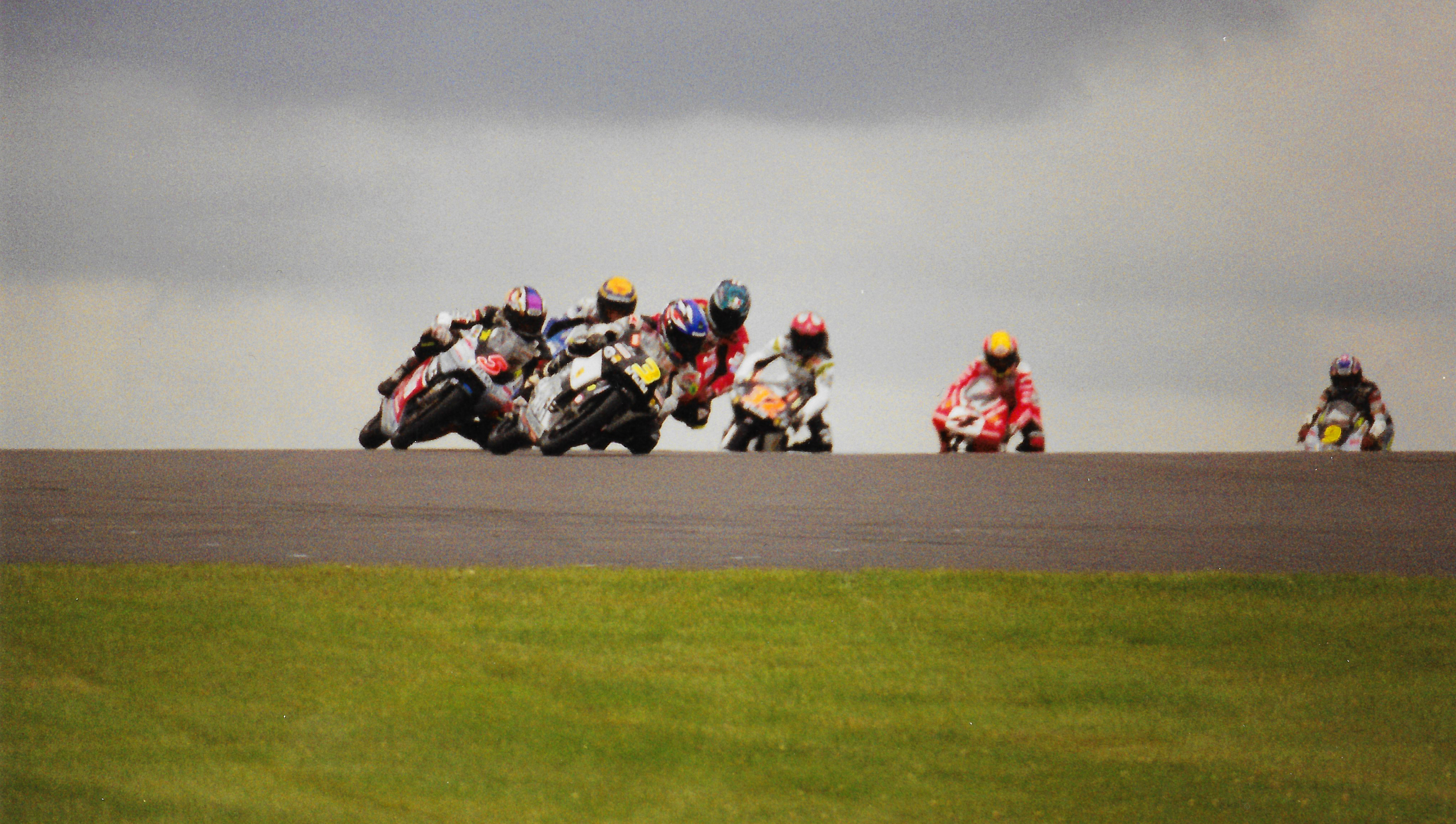
Masao Azuma en tête de peloton à Donington Park durant le Grand Prix moto de Grande-Bretagne 2010.

Rejoignant l'équipe Benetton Playlife, Azuma offre des résultats irréguliers, 4 abandons mais avec 6 podiums. Malgré ses résultats il finit 4e du championnat.

## 2001
Si la saison partait bien avec 2 victoires sur les 3 premières courses, Azuma redevient irrégulier et finit 5e pilote mondial, à 100 points du champion Manuel Poggiali.

## 2002
Avec la Trial by Breil, Azuma n'obtient durant la saison qu'un unique podium (une victoire) au Grand prix du Brésil. Il finit 8e au championnat.

## 2003
Rejoignant l'équipe Ajo Motorsports, Azuma cumule des abandons et se classe que 4 fois dans le top 10. Il annonce sa retraite à venir en fin de saison au Grand Prix du Pacifique à Motegi, abandonnant la course. Il finit la saison avec une 16e place au championnat. 

## Carrière hors compétition
Masao Azuma continue de travailler pour les Grand Prix moto, dans les paddocks.
En 2007 il travaille pour Bridgestone comme conseiller pour la Rizla Suzuki MotoGP.
En 2008, il occupe le même rôle pour l'équipe Ducati.

## Palmarès
- 1 place de 3e en championnat du monde en 125 cm3 en 1999.
- 110 départs.
- 10 victoires (10 en 125 cm3).
- 4 deuxièmes place.
- 6 troisièmes place.
- 2 pole positions (2 en 125 cm3).
- 20 podiums (20 en 125 cm3).
- 12 meilleurs tours en course.

### Victoires en 125 cm³: 10
| Année | Lieu du Grand Prix                 | Circuit                               | Ville                |
| ----- | ---------------------------------- | ------------------------------------- | -------------------- |
| 1998  | Grand Prix moto d'Australie        | Circuit de Phillip Island             | Phillip Island       |
| 1999  | Grand Prix moto de Malaisie        | Circuit international de Sepang       | Sepang               |
| 1999  | Grand Prix moto du Japon           | Circuit de Motegi                     | Motegi               |
| 1999  | Grand Prix moto d'Espagne          | Circuit permanent de Jerez            | Jerez de la Frontera |
| 1999  | Grand Prix moto des Pays-Bas       | TT Circuit Assen                      | Assen                |
| 1999  | Grand Prix moto de Grande-Bretagne | Donington Park                        | Castle Donington     |
| 2000  | Grand Prix moto d'Australie        | Circuit de Phillip Island             | Phillip Island       |
| 2001  | Grand Prix moto du Japon           | Circuit de Suzuka                     | Suzuka               |
| 2001  | Grand Prix moto d'Espagne          | Circuit permanent de Jerez            | Jerez de la Frontera |
| 2002  | Grand Prix moto du Brésil          | Autódromo Internacional Nelson Piquet | Rio de Janeiro       |

## Résultats en Moto GP

### Statistiques par catégorie
| Catégorie | Année     | 1er GP   | 1er Podium | 1re Victoire | Courses | Victoires | Podiums | Pole | M.tours¹ | Points | Titres |
| --------- | --------- | -------- | ---------- | ------------ | ------- | --------- | ------- | ---- | -------- | ------ | ------ |
| 125 cm3   | 1996-2001 | JAP 1996 | JAP 1998   | AUS 1998     | 110     | 10        | 20      | 2    | 12       | 884    | 0      |
| Total     | 1996-2003 |          |            |              | 110     | 10        | 20      | 2    | 12       | 884    | 0      |